# Жамалов Разамбек Саламбекович
Разамбе́к Саламбе́кович Жама́лов  (рос. Разамбек Саламбекович Жамалов; нар. 1 червня 1998, село Петраківське, Хасав'юртівський район, Дагестан) — російський та узбецький борець вільного стилю чеченського походження, срібний призер чемпіонату світу серед юніорів, чемпіон світу та Європи серед молоді, володар Кубку світу, чемпіон Олімпійських ігор.

## Життєпис
Виріс у Хасав'юрті. Займатися вільною боротьбою він почав у десятирічному віці під керівництвом Адама Сайтієва та Муси Сайдулбаталова.
Після закінчення середньої школи вступив на факультет фізичної культури Чеченського державного педагогічного університету в місті Грозному.
Виступав за Росію до 2024 року. У юніорах він майже незмінно ставав переможцем великих турнірів з вільної боротьби.
На дорослому рівні Разамбек дебютував у 2016 році. У 2019 році він став переможцем молодіжних чемпіонатів Європи та світу в категорії до 23 років, через рік став чемпіоном Росії та виграв Кубок світу.
Сезон 2023 року спортсмен пропустив через травму хрестоподібних зв'язок, до якої додався вивих плеча, якого зазнав у квітні в переможній сутичці з Ільясом Бекбулатовим на турнірі PWL-4 в Казахстані.
Щоб взяти участь у майбутніх Олімпійських іграх у Парижі, яка була під питанням через високу конкуренцію у збірній та недопуск Росії на турнір, Разамбек змінив спортивне громадянство, почавши з 2024-го виступати під прапором Узбекистану. У червні він заробив собі путівку на Олімпіаду завдяки перемозі на турнірі «Меморіал Імре Поляка та Яноша Варги» в Будапешті.
На Олімпіаді-2024 в Парижі він послідовно пройшов Магомедхабіба Кадимагомедова (AIN), Теймураза Салказанова (Словаччина), Чермена Валієва (Албанія), Віктора Рассадіна (Таджикистан) та вийшов у фінал. У вирішальній сутичці Жамалов узяв гору над японським борцем Даїті Такатані з рахунком 5:0.

## Критика
Міністерство молоді та спорту України включило Разамбека Жамалова до списку російських та білоруських спортсменів, які підтримують війну в Україні через його приналежність до Центрального спортивного клубу армії Росії.

## Спортивні результати на міжнародних змаганнях

### Виступи на Олімпіадах
| Змагання                    | Збірна     | Вагова категорія          | Місце  |
| --------------------------- | ---------- | ------------------------- | ------ |
| Літні Олімпійські ігри 2024 | Узбекистан | вільна боротьба, до 74 кг | Золото |

### Виступи на Чемпіонатах Європи
| Змагання                         | Збірна | Вагова категорія          | Місце |
| -------------------------------- | ------ | ------------------------- | ----- |
| Чемпіонат Європи з боротьби 2021 | Росія  | вільна боротьба, до 74 кг | 5     |

### Виступи на Кубках світу
| Змагання                    | Збірна | Вагова категорія          | Місце  |
| --------------------------- | ------ | ------------------------- | ------ |
| Кубок світу з боротьби 2020 | Росія  | вільна боротьба, до 74 кг | Золото |

### Виступи на інших змаганнях
| Змагання                                   | Країна     | Вагова категорія          | Місце  |
| ------------------------------------------ | ---------- | ------------------------- | ------ |
| Турнір Алі Алієва 2016                     | Росія      | вільна боротьба, до 61 кг | 10     |
| Гран-прі «Іван Яригін» 2017                | Росія      | вільна боротьба, до 61 кг | 9      |
| Турнір Олександра Медведя 2017             | Росія      | вільна боротьба, до 65 кг | 8      |
| Інтерконтинентальний кубок з боротьби 2018 | Росія      | вільна боротьба, до 70 кг | Золото |
| Кубок Ахмата Кадирова 2018                 | Росія      | команда                   | Золото |
| Турнір Аланії з боротьби 2018              | Росія      | вільна боротьба, до 70 кг | Бронза |
| Гран-прі «Іван Яригін» 2019                | Росія      | вільна боротьба, до 70 кг | Бронза |
| Турнір Алі Алієва 2019                     | Росія      | вільна боротьба, до 70 кг | Золото |
| Чемпіонат Росії з боротьби 2019            | Росія      | вільна боротьба, до 70 кг | Срібло |
| Гран-прі «Іван Яригін» 2020                | Росія      | вільна боротьба, до 74 кг | Срібло |
| Чемпіонат Росії з боротьби 2020            | Росія      | вільна боротьба, до 74 кг | Золото |
| Меморіал Імре Поляка та Яноша Варги 2024   | Узбекистан | вільна боротьба, до 74 кг | Золото |

### Виступи на змаганнях молодших вікових груп
| Змагання                                      | Збірна | Вагова категорія          | Місце  |
| --------------------------------------------- | ------ | ------------------------- | ------ |
| Чемпіонат світу з боротьби серед юніорів 2018 | Росія  | вільна боротьба, до 70 кг | Срібло |
| Чемпіонат Європи з боротьби серед молоді 2019 | Росія  | вільна боротьба, до 70 кг | Золото |
| Чемпіонат світу з боротьби серед молоді 2019  | Росія  | вільна боротьба, до 74 кг | Золото |